# یاروسلاو توشک
یاروسلاو توشک (چکی: Jaroslav Tuček؛ زادهٔ ۲۴ اوت ۱۸۸۲ - درگذشته نامشخص) شمشیرباز اهل بوهم بود.
وی در مسابقات کشوری و بین‌المللی در مجموع برندهٔ ۱ مدال برنز شده‌است.